# Volsinies
Volsinies ou Volsinii est le nom du site de déportation des habitants  d'une des villes composant la dodécapole étrusque, Velzna (l'ancienne), probablement située près d'Orvieto, quand, en 264 av. J.-C., ses habitants, qui avaient survécu au sac qui détruisit la ville, furent transférés à Volsinii novi (soit « la nouvelle ») près du lac de Bolsena.
En l'an 264 avant notre ère, des esclaves se révoltèrent dans Volsinies, qui était notamment la dernière cité étrusque indépendante vis-à-vis de Rome. Les Romains reprirent la ville et cette année a marqué la véritable fin de la conquête de l'Italie par la République romaine.